# Carl Feif
Carl Feif, född 1649, död juli 1720, var en svensk rådman och riksdagsman.

## Biografi
Carl Feif föddes 1649. Han var son till handlanden Donat Feif och Sara Andersdotter i Stockholm. Feif blev 1683 rådman i Stockholms stad och var riksdagsledamot för borgarståndet i Stockholm vid riksdagen 1710. Han avled 1720.

### Familj
Feif gifte sig första gången med Elisabet Adriansdotter och andra gången med Anna Johansdotter Warenberg.